# Schloss Caumont

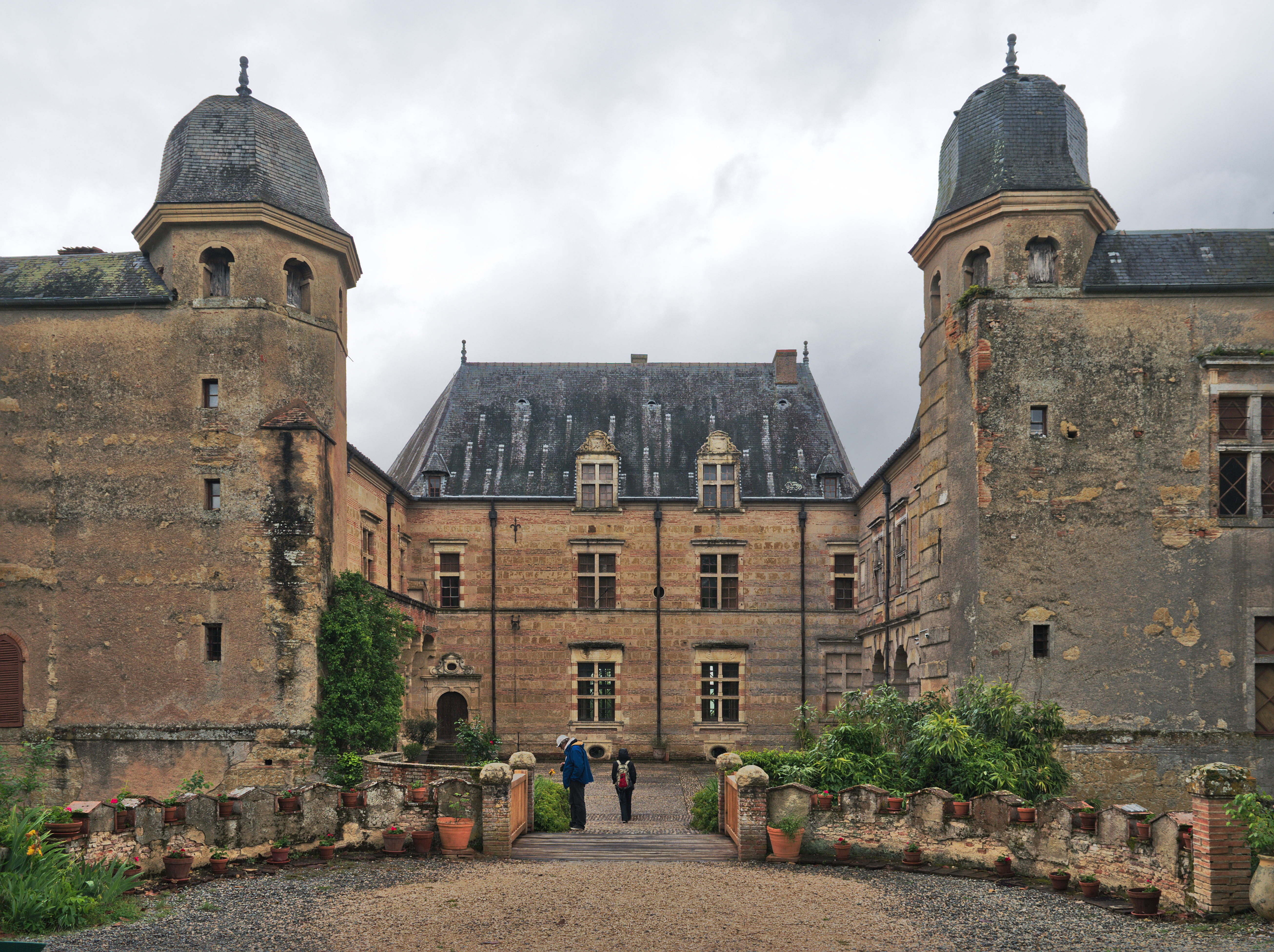
Schloss Caumont

Das Schloss Caumont ist ein Monument der französischen Renaissance; es befindet sich in Cazaux-Savès im Département Gers. Die Anlage ist als Monument historique eingestuft.

## Beschreibung
Das Schloss besteht aus zwei Baukörpern. Am Eingang befindet sich der ältere Teil aus dem 15. Jahrhundert mit einer eher typisch mittelalterlichen Architektur. Das quadratische Gebäude, das er schützt, ist später entstanden und im Renaissancestil gehalten. Es besteht aus rotem Backstein mit hohen Schieferdächern. Das Schloss ist von einem 50 Hektar großen Park umgeben.

## Geschichte
Das Gebiet, auf dem im 12. Jahrhundert eine erste Befestigung errichtet wurde, befand sich an der Grenze zwischen den Grafschaften Comminges und der L’Isle-Jourdain. Das Schloss Caumont wurde auf den Überresten einer Burg errichtet, die Gaston Febus, Graf von Foix (1331–1391), gehört hatte.
Die Herrschaft gelangte durch die Heirat von Marguerite de l’Isle, Dame de Cazaux et de Caumont, mit Pierre de Nogaret, Seigneur de La Valette, am 21. April 1521 in den Besitz der Familie Nogaret de La Valette. Die Tradition schreibt ihm den Bau des heutigen Schlosses von 1525 bis 1535 zu und macht den berühmten Toulouser Nicolas Bachelier zum Architekten des Schlosses. Diese Datierung wirft jedoch Fragen auf, und die Jahreszahl 1535 am Fuß der großen Treppe (die praktisch verblasst ist) und auf einem Torbogen im Hof (der angeblich von einer Instandsetzung im 19. Jahrhundert stammt) ist umstritten. Stilistisch scheint das Schloss aus der zweiten Hälfte des 16. Jahrhunderts zu stammen und könnte damit eher das Werk von Dominique Bachelier, dem Sohn von Nicolas, sein.
Ein anderes Familienmitglied, Jean-Louis, Herzog von Épernon, wurde im Schloss Caumont geboren. Er war einer der Günstlinge von König Heinrich III., Pair von Frankreich, Admiral von Frankreich und Gefährte von König Heinrich IV., an dessen Seite er sich befand, als dieser 1610 von François Ravaillac ermordet wurde. Er lebte 88 Jahre lang, bis zum Ende der Herrschaft Ludwigs XIII. und wurde als Gouverneur der Provence, der Normandie, des Angoumois, der Aunis, der Saintonge und der Guyenne eingesetzt.
Die Familie Nogaret de La Valette war auch für den Bau des Schlosses Cadillac vor den Toren von Bordeaux nach dem Vorbild von Caumont, verantwortlich.
Ein Teil des Schlosses Caumont stammt aus dem 16. Jahrhundert. Der Zugang erfolgt über eine 62 Ar große Esplanade, die zu einer Basse-Cour mit einem langen, stark umgebauten Gebäude führt, in dem sich die Stallungen befinden. Das Schloss besteht aus drei großen Flügeln, die sich zu einem Innenhof hin öffnen, der von zwei sechseckigen Türmen mit Zwiebeldächern begrenzt wird. Vier Pavillons mit rautenförmigem Grundriss und hohen, schiefergedeckten Vierfachdächern flankieren die Ecken. Die Außenfassade ist recht schlicht und verrät noch defensive Absichten. Zwei große gewölbte Kellergeschosse, die mit zahlreichen Räumen mit definierter Nutzung markiert sind, zeugen noch immer von der bedeutenden Aktivität des Schlosses, in dem bis zur Mitte des 20. Jahrhunderts zahlreiche Bedienstete beschäftigt wurden.
Die Fassaden zum Hof hin sind harmonisch. Sie wechseln sich mit Stein und Backstein ab. An der West- und Südfassade: Kreuzfenster und Halbkreuzfenster, die von Oculi überragt werden. Im Süden befindet sich eine Coursière (eine Außengalerie), die auf kräftigen, mit Skulpturen verzierten Konsolen ruht, wie bei einigen Toulouser Stadthäusern (Hôtel de Bernuy, Hôtel d’Assézat). Über eine Wendeltreppe aus dem 16. Jahrhundert gelangt man in den Ehrenhof des Schlosses.
Im Jahr 1658 zerstörte ein Feuer den Südflügel, der daraufhin in einem stärker klassischen Stil wieder aufgebaut wurde: Bossenwerk, rhythmische Joche etc.
Zu Beginn des 19. Jahrhunderts ließen James de Mac-Mahon und seine Frau Pauline de Percin Montgaillard et de La Valette (1775–1840) für die Räume im Erdgeschoss ein Dekor im damals modernen Style Troubadour anbringen. Dies ist ein einzigartiges Beispiel für diesen Stil in der Gascogne. 1839 wurde Armand de Castelbajac (1787–1864), der in erster Ehe mit Caroline de Mac-Mahon (1797–1816) und in zweiter Ehe mit Sophie de La Rochefoucauld (1799–1877) verheiratet war, durch eine Schenkung seiner ersten Schwiegermutter Pauline de Percin-Montgaillard Eigentümer des Schlosses. Ende des 19. Jahrhunderts restaurierte sein Sohn Gaston de Castelbajac (1833–1921) das Hauptgebäude so, wie es bei der Gründung des Schlosses bestanden haben muss, und ließ das Ziegeldach durch Schiefer ersetzen, ein in der Region wenig gebräuchliches Material. Ein 1901 in Stein gemeißeltes Bild erinnert an diese Arbeiten, an denen auch seine Frau Apollonie de Valon (1847–1926) beteiligt war.
1980 kauften Jean de Castelbajac und seine Frau Michèle das Schloss von einem anderen Zweig der Familie. Sie begannen mit der Restaurierung und öffneten die Räumlichkeiten für Besichtigungen und Veranstaltungen für die Öffentlichkeit. Im November 2014, drei Monate nach dem Tod ihres Mannes, wurde Michèle de Castelbajac in ihrem Schloss von einem Einbrecher getötet.
Das Schloss ist bis heute im Besitz der Familie de Castelbajac.

## Fotogalerie

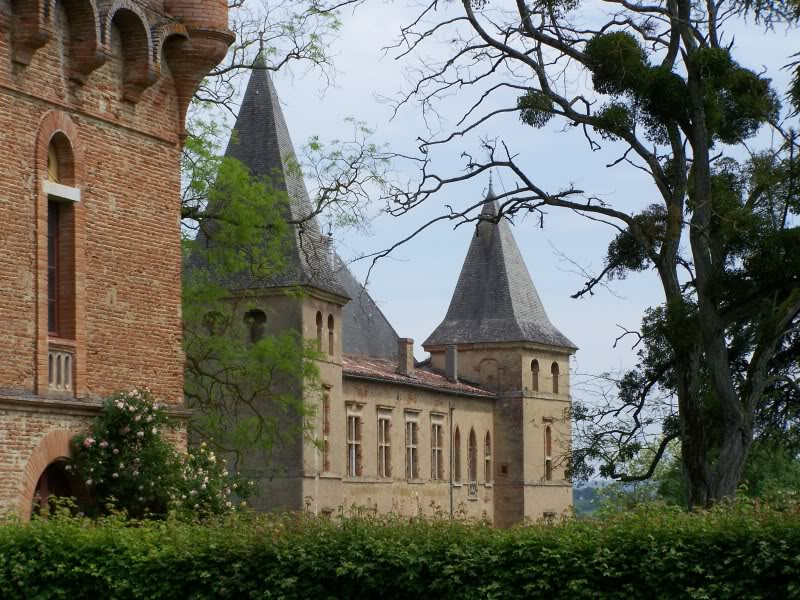
Die beiden Teile des Schlosses, Südansicht
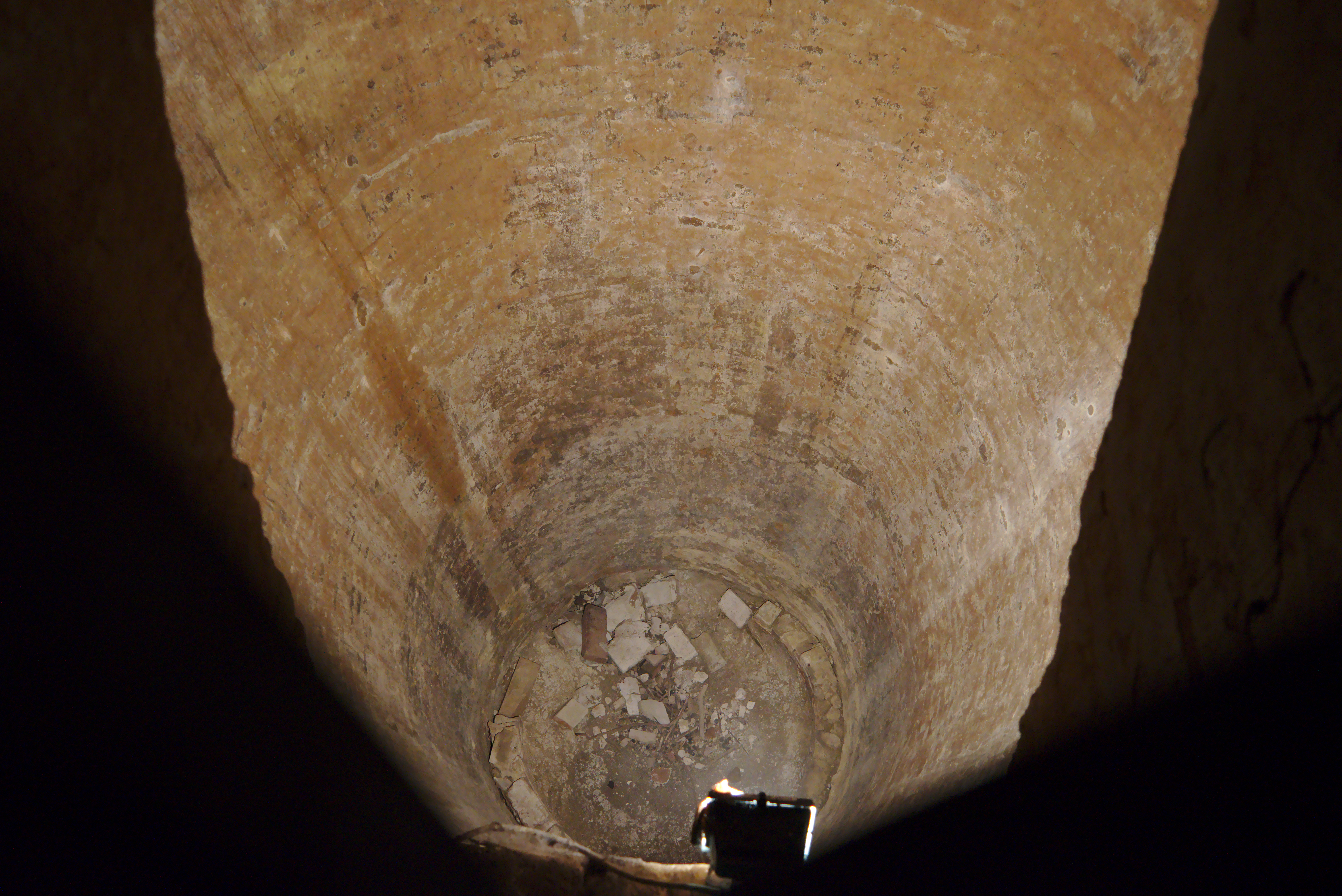
Der Eiskeller
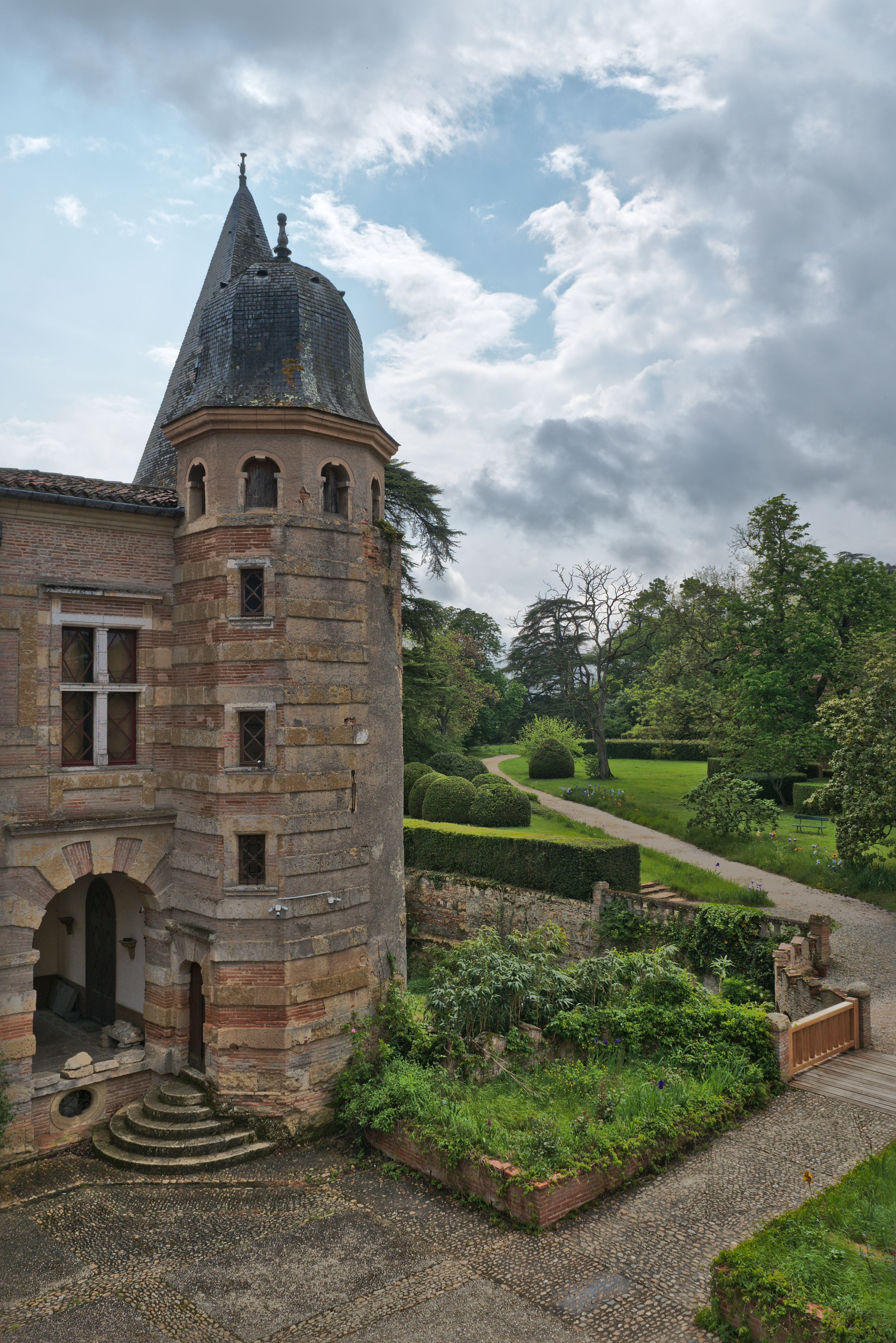
Das Schloss mit einem Teil des Gartens
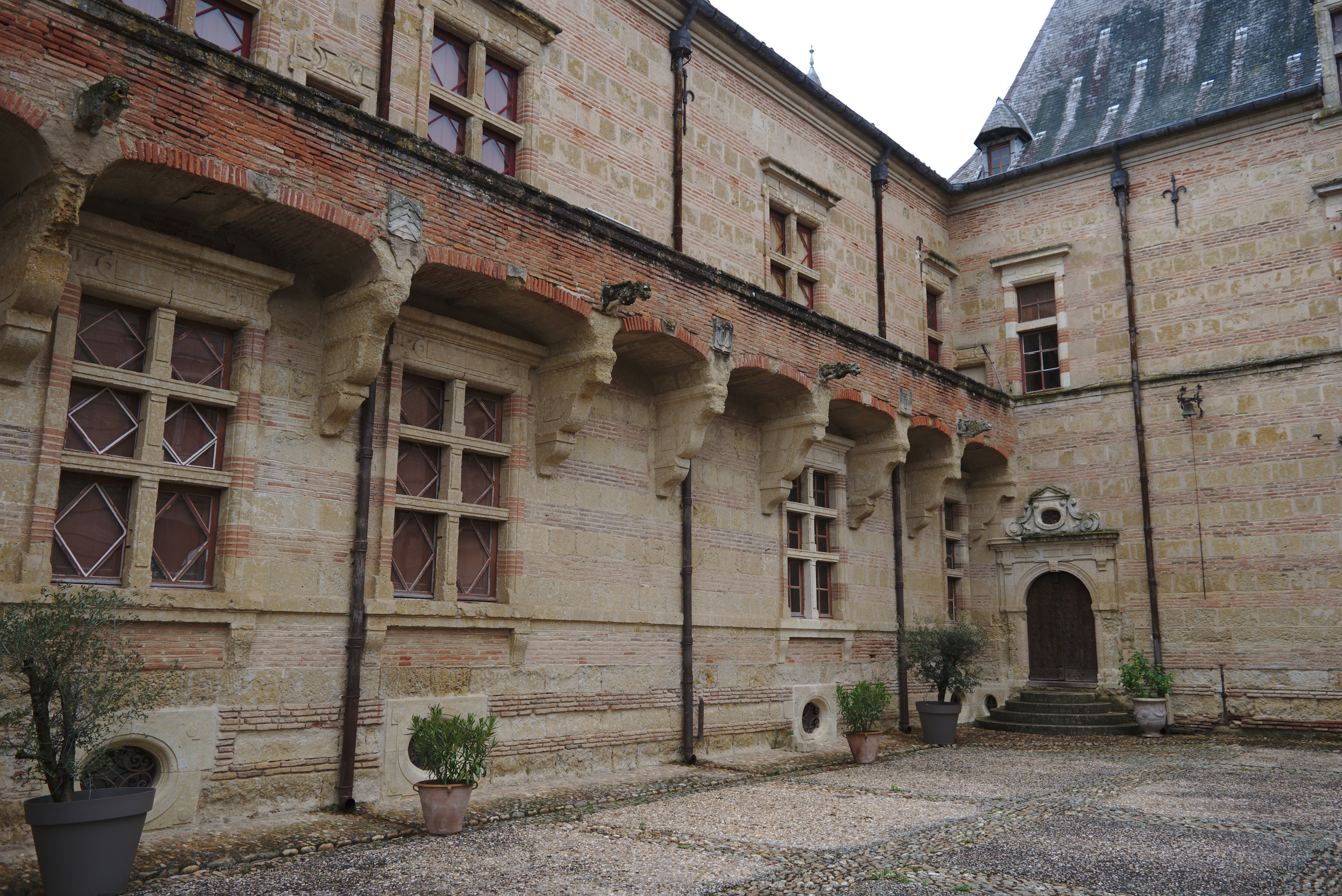
Die Galerie im Hof
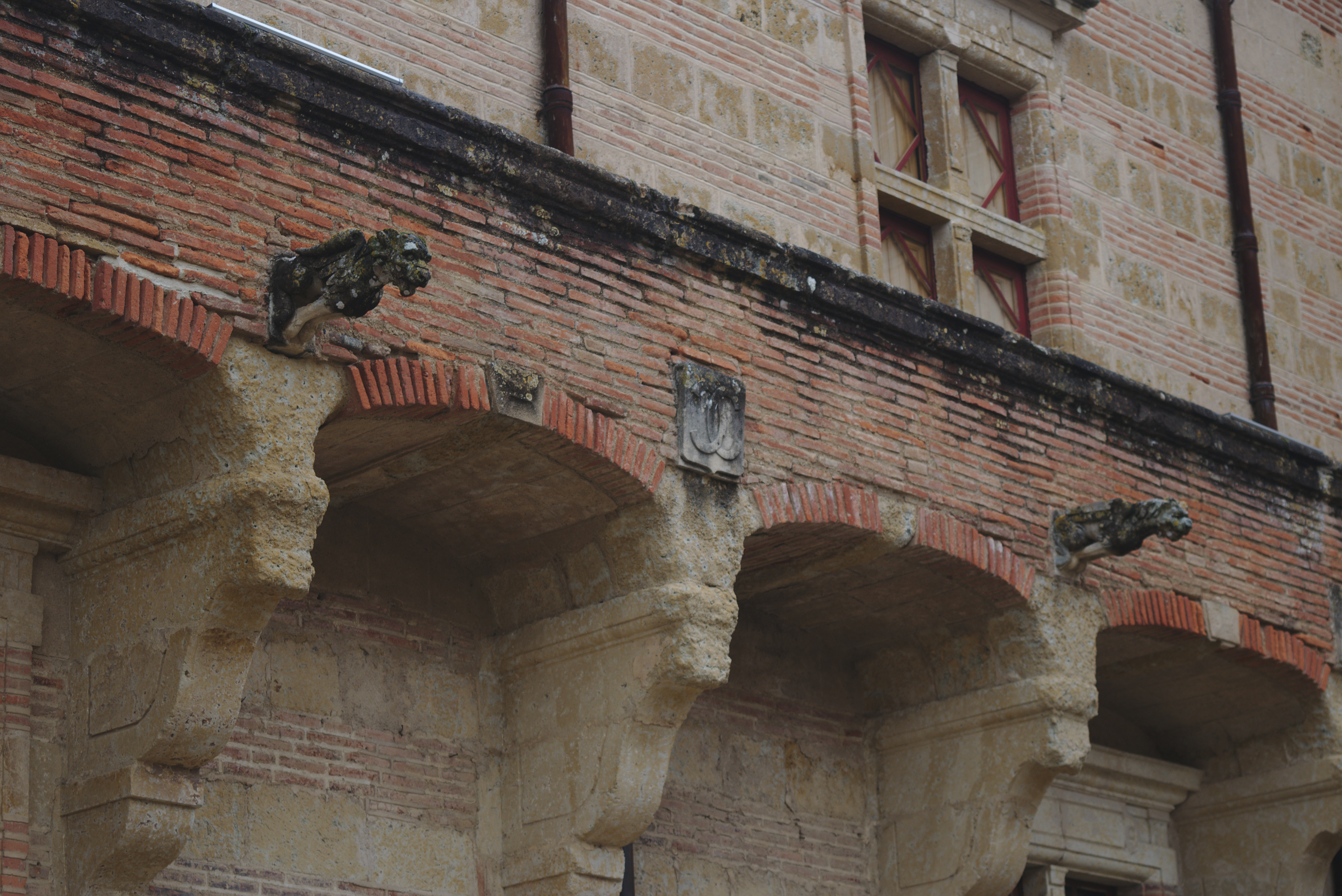
Teilansicht der Galerie
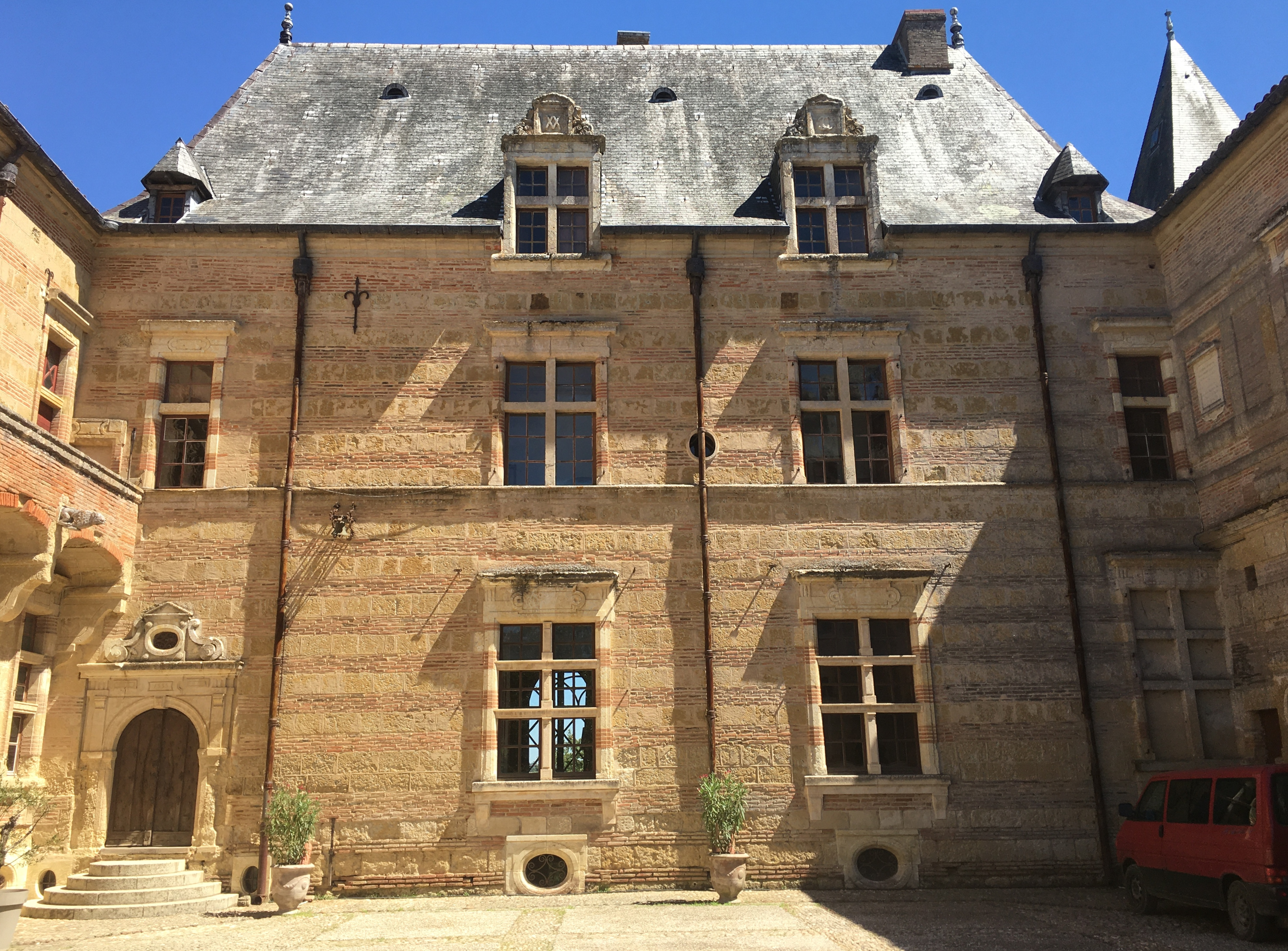
Hauptfassade
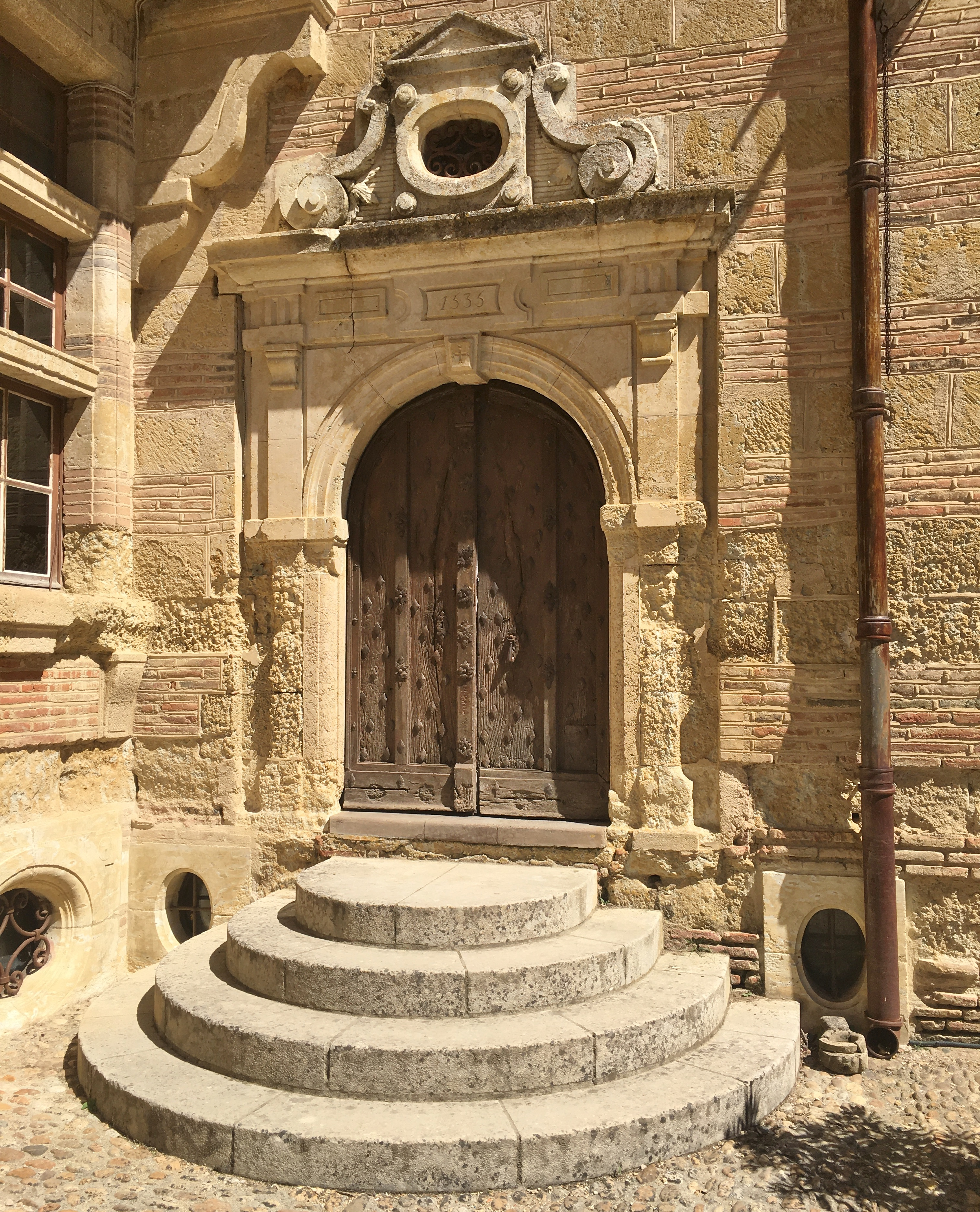
Renaissance-Tür
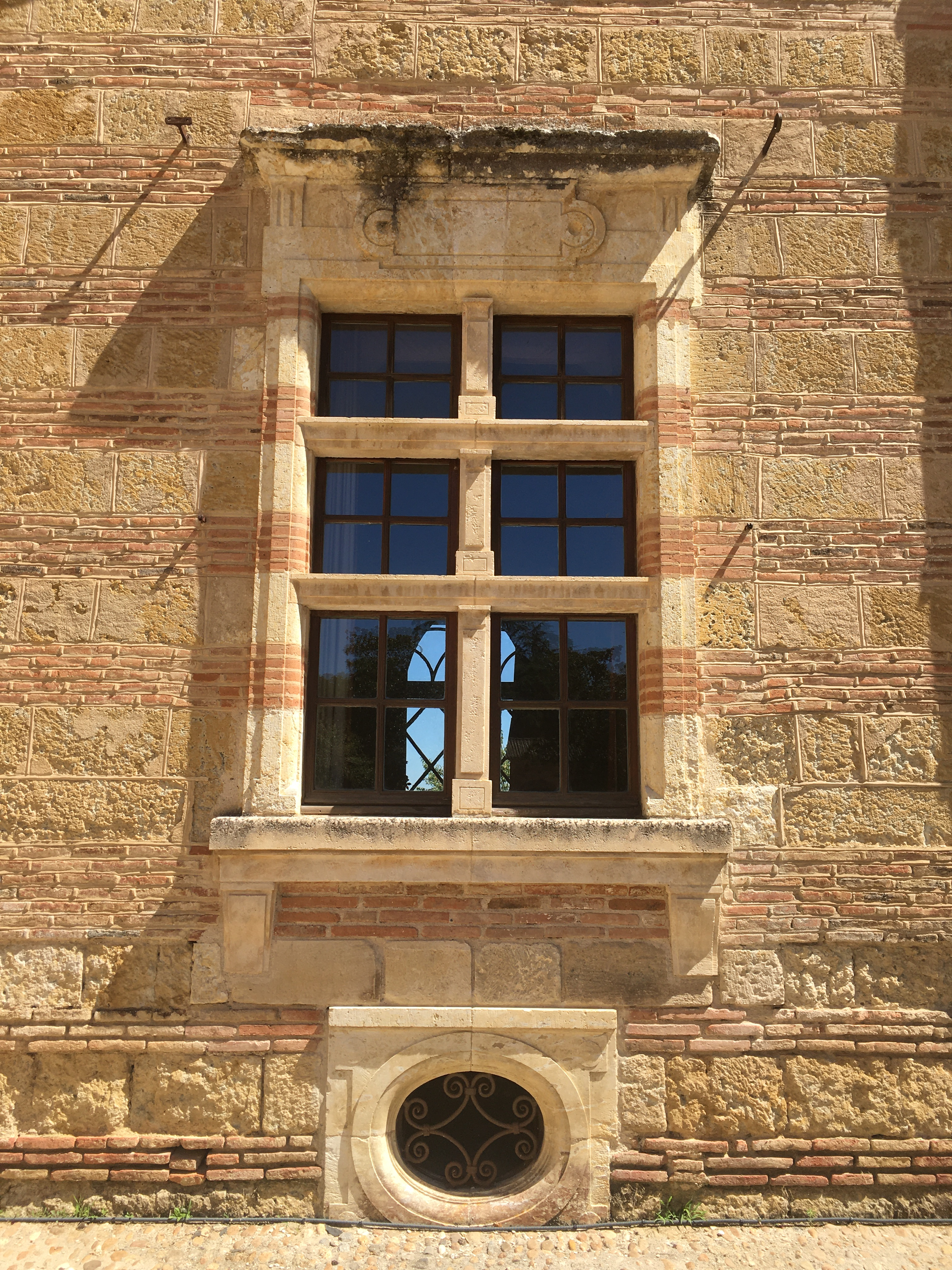
Renaissance-Fenster
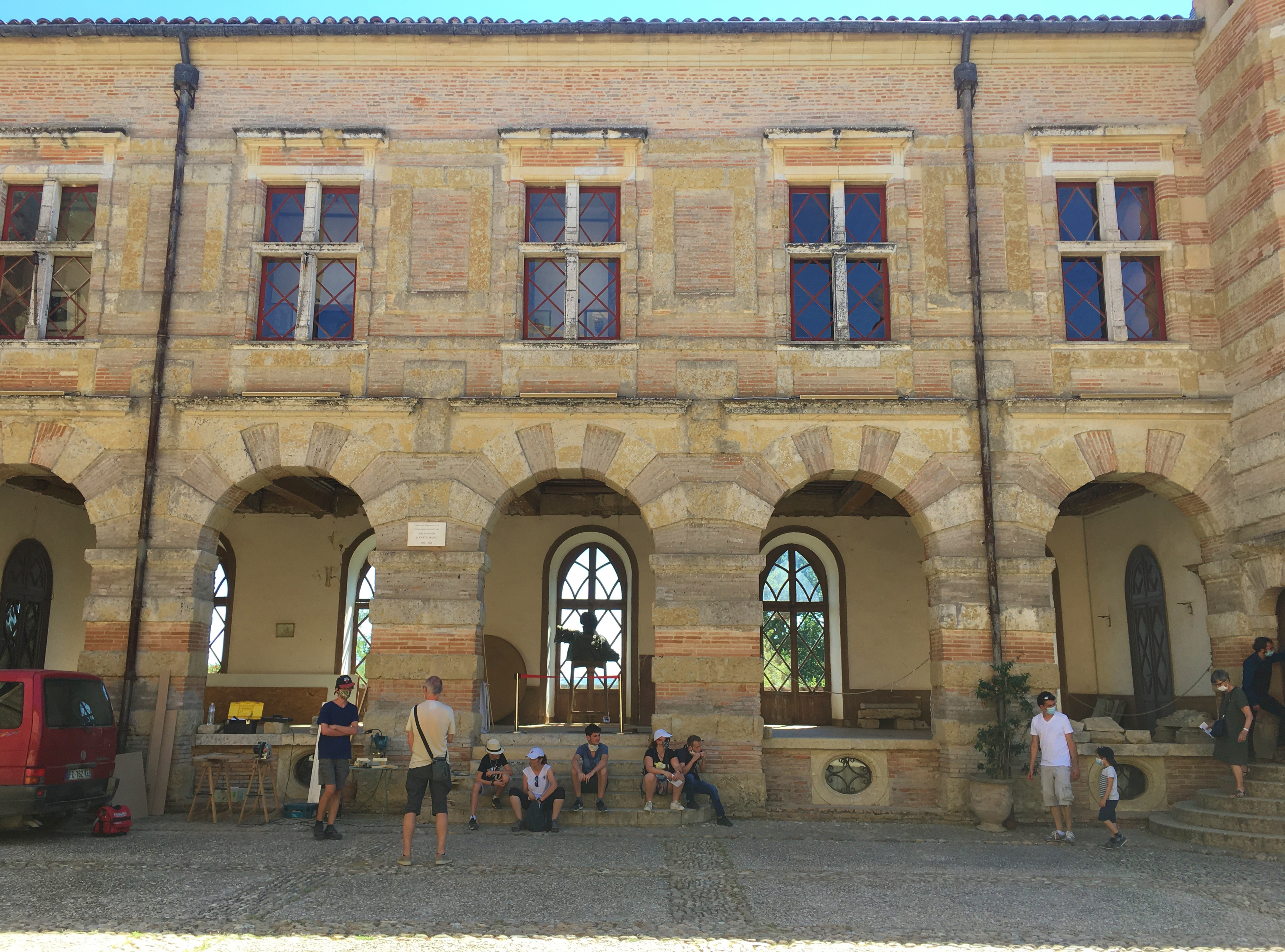
Seitenfassade im Hof
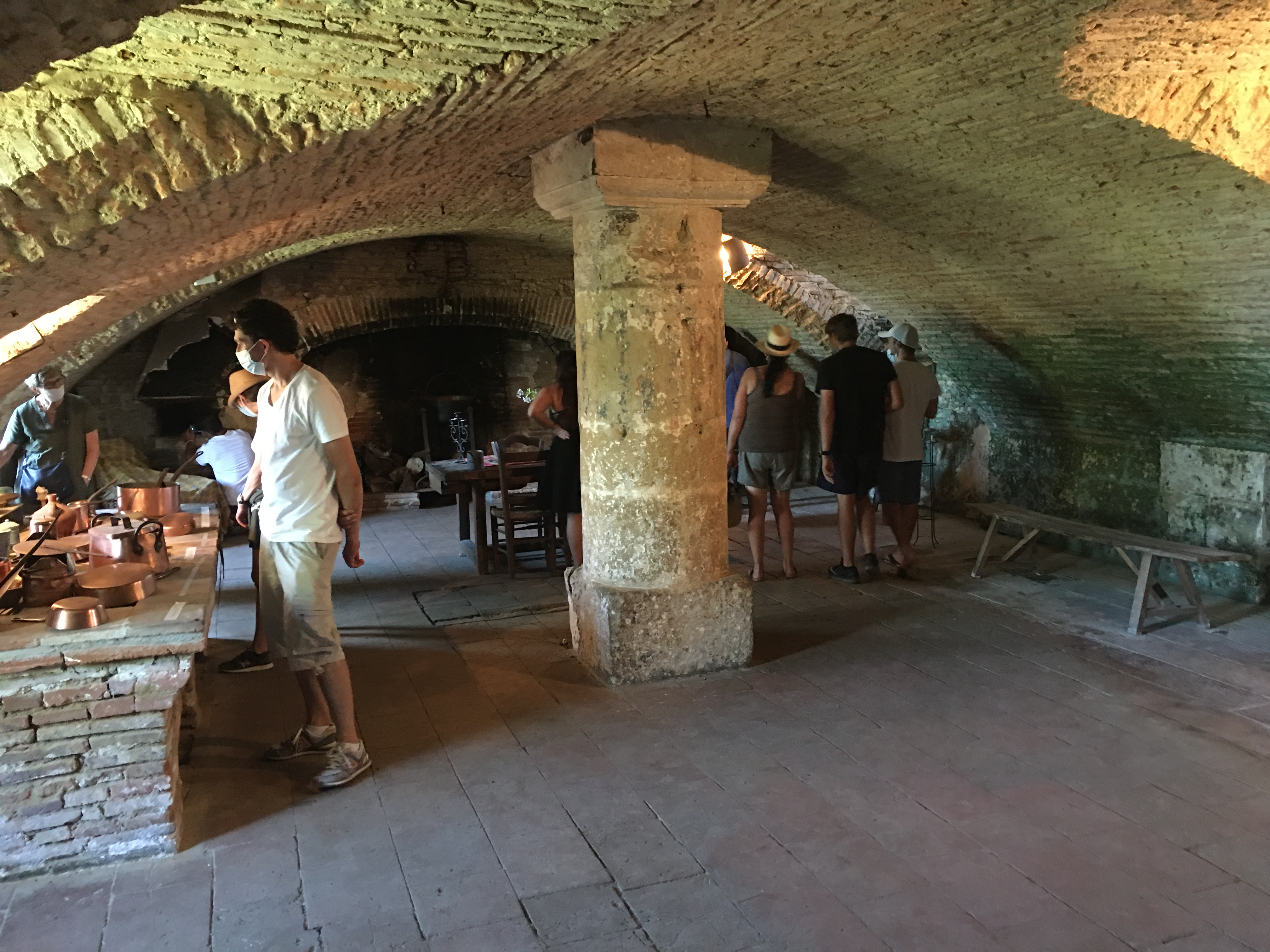
Gewölbekeller

## Denkmalschutz
Das Schloss steht seit dem 9. Juni 1943 unter Denkmalschutz, das Wirtschaftsgebäude mit den Stallungen und der Park seit dem 30. Mai 1984.
Der Park und die Gemeinschaftsräume in dem Teil, der auf dem Plan im Anhang des Erlasses eingezeichnet ist, waren inzwischen am 17. April 1947 in das Zusatzinventar der historischen Denkmäler aufgenommen worden.